# Utrera (Gerichtsbezirk)
Der Gerichtsbezirk Utrera ist einer der 15 Gerichtsbezirke in der Provinz Sevilla.
Der Bezirk umfasst 5 Gemeinden auf einer Fläche von 928,11 km² mit dem Hauptquartier in Utrera.

## Gemeinden
| Gemeinde                   | Einwohner (2024) | Fläche km² | Dichte Einw./km² | Cod INE | Postleitzahl |
| -------------------------- | ---------------- | ---------- | ---------------- | ------- | ------------ |
| El Coronil                 | 4.697            | 91,64      | 51               | 41036   | 41760        |
| Palmar de Troya            | 2.306            | 33,16      | 70               | 41904   | 41719        |
| Los Molares                | 3.636            | 42,74      | 85               | 41063   | 41750        |
| Los Palacios y Villafranca | 38.757           | 109,47     | 354              | 41069   | 41720        |
| Utrera                     | 52.173           | 651,10     | 80               | 41095   | 41710        |
| Gerichtsbezirk Utrera      | 101.569          | 928,11     | 109              | –       | –            |